# Microthaptor
Microthaptor is een monotypisch geslacht van kevers uit de familie van de klopkevers (Anobiidae).

## Soort
- Microthaptor ovatus Pic, 1922